# Kamanje
Kamanje és un poble de Croàcia situat al comtat de Karlovac. El 2011 tenia 891 habitants. Es troba a la frontera amb Eslovènia.